# Tropidosaura gularis
Tropidosaura gularis Hewitt, 1927 è un piccolo sauro della famiglia Lacertidae, endemico del Sudafrica.

## Biologia
È una specie ovipara.